# Bembidion sequoiae
Bembidion sequoiae är en skalbaggsart som beskrevs av Carl Hildebrand Lindroth. Bembidion sequoiae ingår i släktet Bembidion och familjen jordlöpare. Inga underarter finns listade i Catalogue of Life.